# Marcin Perz
Marcin Sebastian Perz (ur. 10 grudnia 1978 w Kielcach) – polski samorządowiec i urzędnik, w latach 2006–2010 członek zarządu województwa świętokrzyskiego.

## Życiorys
Absolwent Technikum Geologicznego w Kielcach. Zdobył wykształcenie wyższe na Wydziale Zarządzania i Komunikacji Społecznej Uniwersytetu Jagiellońskiego (kierunek dziennikarstwo), w Akademii Świętokrzyskiej (politologia) oraz w kieleckiej filii Wyższej Szkoły Dziennikarskiej im. Melchiora Wańkowicza (stosunki międzynarodowe). W trakcie zasiadania w zarządzie podjął studia doktoranckie z zarządzania w Szkole Głównej Handlowej oraz uzyskał tytuł MBA w Wyższej Szkole Ekonomii i Prawa w Kielcach. Później kształcił się na Politechnice Krakowskiej w zakresie konserwacji zabytków architektury i na Uniwersytecie Jagiellońskim w zakresie chemii, a także był słuchaczem studiów doktoranckich z historii architektury nowożytnej w Instytucie Sztuki PAN (nie obronił doktoratu na żadnym z kierunków). Został wykładowcą Wyższej Szkoły Umiejętności im. Stanisława Staszica w Kielcach, pracował też m.in. jako sprzedawca.
W 2003 zaangażował się w działalność polityczną w ramach Prawa i Sprawiedliwości, został wówczas pracownikiem biura i asystentem posła Przemysława Gosiewskiego. Kierował też biurem Adama Bielana i pracował w świętokrzyskim sztabie Lecha Kaczyńskiego podczas wyborów prezydenckich w 2005. W 2006 zatrudniony jako dyrektor gabinetu wojewody świętokrzyskiego, w tym roku został wybrany do sejmiku świętokrzyskiego. 27 listopada 2006 został członkiem zarządu województwa, odpowiedzialnym m.in. za fundusze europejskie. Zakończył pełnienie funkcji 31 maja 2010 po złożeniu rezygnacji (wskutek konfliktu wewnątrzpartyjnego). Wkrótce potem wystąpił z PiS, w tym samym roku został radnym Kielc z listy Porozumienia Samorządowego Wojciecha Lubawskiego.
Po odejściu z zarządu w latach 2010–2015 pozostawał prezesem Regionalnego Centrum Naukowo-Technologicznego w Podzamczu Chęcińskim (w jego ramach utworzył też Centrum Nauki Leonarda da Vinci). Następnie zatrudniony jako specjalista i wicedyrektor wydziału w Muzeum Narodowym w Kielcach. Zasiadał też w różnych radach samorządowych i publicznych, m.in. radzie programowej TVP Kielce. W 2016 objął funkcję prezesa Specjalnej Strefy Ekonomicznej „Starachowice”. W związku z tym powołaniem został umieszczony przez partię Nowoczesna na liście tzw. „misiewiczy”, co zostało uznane przez Sąd Apelacyjny w Krakowie za naruszenie dóbr osobistych.
Odznaczony Brązowym Medalem „Zasłużony Kulturze Gloria Artis” za upowszechnienie kultury (2019) i Srebrnym Krzyżem Zasługi.